# Winnebago (volk)
Winnebago is de naam van een inheems Amerikaans volk dat oorspronkelijk van het bovenste schiereiland van Michigan komt maar tegenwoordig in reservaten in Wisconsin en Nebraska leeft. Winnebago betekent 'volk van het vuile water', een naam die ze van hun vroegere vijanden, de Osakiwaki kregen. Zelf noemen ze zich Ho-Chungra, oftewel "De mensen van de Heilige Stem". Tegenwoordig staan ze bekend als de "Ho-Chunk Nation of Wisconsin"' en de "Winnebago tribe of Nebraska".